# لوج (سلوفينيا)
لوج (بالإنجليزية: Lož)‏ هي منطقة سكنية تقع في Inner Carniola في سلوفينيا.[بحاجة لمصدر] يقدر عدد سكانها بـ 539 نسمة ومساحتها 6.52 كم2 وترتفع عن سطح البحر 589.7 متر.